# Îles d'Endoume
Les îles d'Endoume est un archipel composé de trois petites îles inhabitées dans la rade de Marseille, à proximité du quartier d'Endoume.
Cet archipel comporte :
- L'île Degaby
- L'île d'Endoume
- Le Rocher des Pendus

## Sources
- Cartes marines du SHOM et NGA Chart : 53062 (1994)